# Festival Drop'n Rock
 (octobre 2018).
Si vous disposez d'ouvrages ou d'articles de référence ou si vous connaissez des sites web de qualité traitant du thème abordé ici, merci de compléter l'article en donnant les références utiles à sa vérifiabilité et en les liant à la section « Notes et références ».
 (juin 2019).
Le festival Drop'n Rock est un festival annuel de musique pop rock créé en 2006 à Saint-Dié-des-Vosges.
Le festival est organisé par l’Association Drop'n Rock dont les membres fondateurs sont trois entités issues du monde de la musique, de la communication et du rugby :
- le Label MVS Records pour les relations dans les métiers de la musique ;
- le club de rugby de Saint-Dié-des-Vosges (pour les bénévoles) ;
- l’agence de communication évènementielle Tohu-Bohu pour la coordination du festival et sa promotion.

## Saison 1: 17 juin 200 6
- 1 jour, 1 scène, 5 concerts
- 1 shop-village, 120 bénévoles
- 120 000 € de budget
- Programmation : Les Wampas, Vegastar, MaryKate O’Neil, Tehss, The Golden Republic

## Saison 2:1eret 2 juillet 2007
- 2 jours, 2 scènes, 21 concerts
- 1 shop-village, 220 bénévoles, 1 formation pédagogique
- 385 000 € de budget
- Programmation : Pleymo, Emil Bulls, Lik...id, Les 3 Accords, Kana, Subway, Go Go Charlton, The Rubettes et des groupes régionaux pour 1/3 de la programmation

## Saison 3: 18 et 19 juillet 2008
- 2 jours, 1 scène, 11 concerts
- 1 Drop'village, 150 bénévoles, 1 formation pédagogique, 1 animation DJ
- 169 000 € de budget
- Programmation : Luke, Kana, Vegastar, Love motel, Appel Jelly, Minimum Serious, Toxic Kiss, The Hush

## Saison 4: 17 et 18 juillet 2009
La quatrième édition qui est en préparation se déroulera les 17 juillet et 18 juillet 2009. Cette année la programmation ne sera pas que Pop-Rock mais aussi métal, rap, ska, folk...
- La programmation de cette saison :
  - Vendredi
    - Flying Donuts
    - Bukowski
    - Loading Data
    - Stentor

  - Samedi
    - Mademoiselle K
    - Merlot
    - Romain Lefevre
    - Noahidy
    - Moonlight
    - SJ04063662
    - Norma Peals

### Les "plus"
- Le 21 juin 2009, jour de la Fête de la musique, aura lieu un tremplin pour le festival. Quatre ou cinq groupes seront en compétition, le vainqueur sera invité à jouer en ouverture lors du festival Drop'n Rock.
- Le projet pédagogique « découverte des métiers de la musique » sera également mis en place le vendredi après-midi, il est destiné aux jeunes dans le cadre d’une formation professionnelle ou animation estivale. Ils pourront assister aux balances des groupes puis rencontrer les professionnels de la musique (musiciens et chanteurs, ingénieurs du son, producteurs…) qui leur expliqueront les étapes de fabrication d’un disque.

### Nouveauté: Drop'n Rock Belgique
La grande nouveauté en 2009 est la création d’un deuxième festival Drop'n Rock en Belgique plus précisément à Dison près de Liège. Il se déroulera début septembre sur 2 jours avec 10 concerts. C’est une occasion pour Drop'n Rock d’améliorer le travail et de créer de véritables synergies entre les deux événements, sur le plan de la communication, de la programmation, et de l’organisation.

### Disparition de la manifestation
Le festival a cessé d'exister dans les années 2010.